# Вихър (Айтос)
Футболен клуб „Вихър“ е български футболен отбор от град Айтос. Отборът е създаден през 1921 г. и се състезава в "А" ОГ Бургас.

## История

### Ранна история (1921-1943)
Учредителната сбирка се провела през ноември 1921 година – на поляната, на север от Айтос, там, където днес е СУ „Никола Вапцаров“. Инициатори и организатори са Паскал Янакиев, Крум Делчев и Николай Велков, а учредители – петнайсетина айтоски младежи. Нарекли първото айтоско футболно сдружение „Вихър“ с убеждението, че най-важното качество за играта е бързината.
Ентусиастите разчистили поляната от камъни и тръни – това бил и първият терен, на който се провеждали футболни срещи. Екипът на първия отбор на „Вихър“ бил изцяло черен. Използвали евтин памучен плат за ушиването на фланелките и гащетата. Играели по терлици, подплатени на петите с шаяк. Майката на Крум Делчев ушива първите червени фланелки, специално за участниците в спартакиадата в Бургас през 1922 г.
В първия представителен отбор на града били включени футболистите: Пенчо Кутев, Борис Гарабинов, Тодор Михайлов, Ната Нейков, Пенчо Пейков, Васил Фотев, Коста Ганчев, който впоследствие е дългогодишен капитан и треньор на отбора, и автор на първия химн на ФК „ВИХЪР“, Никола Златев, Нико Фотев, Иван Мутафчиев, Мартин Димитров, а малко по-късно Тодор Касабов, Николай Дичев, Марчо Цонев, Неделчо Тинекиджиев, Осман Ахмедов, Бедрос Рафаелян, Куцар Петров и по-младите Витан Минчев, Борис Парашкевов и Стоян Сейменлийски. Като голмайстор през 30-те години е известно името на Пенчо Пейков.
Още през 1925 г. се създава резерв от млади играчи. Сформира се юношески тим „МАЛЪК ВИХЪР“, из средата на който израстват бъдещите титуляри футболисти Апостол Мирчев, Панайот Янчев, Георги Илиев, Ефтим Йорданов, Никола Маджаров и др. През 1931-1935 г. футболната идея намира добра почва в Айтос и вече печели голям брой привърженици. През 1927-1944 г. футболният отбор на „Вихър“ участва активно във всички спортни прояви на тогавашната Бургаска област. Играе успешни мачове с футболните отбори на утвърдените вече ,,Левски Бургас“, „Славия Бургас“, „Черноморец“, „Искра“, „Атлетик“, „Борислав“, „Атлантик“, „Асеновец“, „Елвира“. Поради липса на финансови средства, на спортистите се налагало да вървят пеш десетки километри до съответното селище. Но въпреки отсъствието на материални стимули, ентусиазъм и хъс за победа не липсвали. Въпрос на чест било „Вихър“ да се завърне в града с победа. Материална база на практика липсва – поляната е заменена с нова поляна, на която вече има дървени рамки, които играят ролята на врати. Парцалените топки са заменени с топки, изработени от местни кожари. През 1935 г. се появява нов тим – „Голям Вихър“, но все още липсва постоянно и добре уредено игрище. Едва през 1937 г. управата на града определя постоянното място на игрището – в северозападната част на Айтос.
40-те години на ХХ в. са тежко време за футбола, но "вихърци" успяват да съхранят спортния си дух и емоциите от играта. Един от знаковите футболисти на „Голям Вихър“ е Георги Левтеров Коларов – Левчо, който през 60-те години е капитан и треньор на отбора. Играе на позиция десен бек, после централен защитник, а след това става състезател на „Черноморец“ Бургас като стопер. От неговите записки става ясно, че за много кратко време желаещите да играят футбол стават толкова много, и че им трябва още един терен. Това налага да играят в заградения пазар, срещу сградата на бившия Винпром. Отборът играе с футболистите: Зорко (каменоделецът), Гочето (кирекчията), Лавчиев, Иван (касапинът), Бай Гено, Георги Илиев (Гого), Ефтим Шайчев, Алакуша, Йорджо, Веско, Димитър Янчев, Бай Драган. През 1940 г. „Вихър Айтос“ бие с 2:1 Дражев (Ямбол). В отбора са: Гадото, Даскала, Веско, Бай Гено, Мутата, Тенчето, Ефтим, Толито, Лефчо, Мангърчето, Марчоолу. През 1941 г. „Вихър“ играе на айтоско игрище с отбора на „Славия Бургас“ – мачът завършва с резултат 3:0 за вихърци. В играта се отличават Никола Маджаров – Мангърчето, който бележи двата гола, Стоян Георгиев – Тенчето който е изключително бърз и П. Димитров. А Тодор Касабов – Дъртото, със своя силен шут и здрава глава, не допуска топка до айтоската врата. Чудесно се справя и Георги Ленков – вратарят.

### "Вихър" в годините на социализма (1944-1989)
През 50-те години на ХХ век се организира физкултурно дружество в Айтос. Създава се и Околийски комитет по физкултура и спорт, който ръководи работата на дружеството.
Футболният отбор в състава на новата спортна организация вече разчита на финансиране. Назначен на заплата в края на 50-те години е и първият треньор. Ръководител на отбора е Апрахамян. През 1958 г. „Вихър“ вече е фактор, с който се съобразяват отборите на селищата в региона. Интересът към футбола расте с годините, увеличава се и броят на футболистите, което кара айтоските управляващи по това време да се замислят по-сериозно за изграждане на стадион в града.
Инициатори за построяването на първия стадион стават Димо Божилов и Васил Стоянов. Първият треньор на „Вихър“ е Коста Ганчев., който преди това носи капитанската лента. След това за капитани на отбора се редуват Борис Гарабинов, Бай Гено, Тодор Касабов, Драган Димитров и Георги Левтеров, след завръщането му от „Черноморец (Бургас)“. От спомените на Левтеров става ясно, че преди 7-8 десетилетия Айтос е имал не само един спортен клуб, а няколко – СК „Малък Вихър“, СК „Голям Вихър“, СК „Борислав“, СК „Туран“, СК „На арменците“, СК „Тракиец“, СК „Дармадан“ на Милко Андонов.
През 70-те години на миналия век Георги Чобанов става първия дипломиран треньор по футбол в Айтос. През 1967, 1968, 1969 г. футболен клуб „Вихър Айтос“ е на първо място в зоната, макар все още да липсва на материална база, поради това, че стадионът „Крум Делчев“ все още не е напълно готов. Под ръководство на кмета Борис Щерев, през 1971 г. започва спешното реновиране на стадиона, който е завършен и оборудван през 1973 г. Треньори през този период са Руси Долапчиев и Христо Момчев, под чието ръководство през есента на 1973 г. „Вихър“ се изкачва във В група. В състава са Тодор Христов – вратар, Мечо от Сливен, Башийката, Кольо, Георги Бонев, Паскал Христов, Ванко, Петьо, Георги Мината, Барабата, Желчо Златанов, Стойко Неделчев, останалите са войници от казармата. Сред най-добрите нападатели са Стефан Иванов и Стойко Златев.
През 1975 г. във ФК „Вихър“ вече има и четири отбора – деца, юноши младша, юноши старша и мъже. По това време за треньор е назначен Георги Чобанов. До 1990 г. председатели на клуба са били Димо Божилов, Кольо Цветков и Илия Ралев – ДФС Айтос. През есента на 1979 г. Михаил Йорданов поема мъжкия отбор по футбол, през 1980 г. треньор става Лъчезар Паланков, а Георги Чобанов води детския и юношеския отбор.
През 1983 г. – 1986 г. отборът е в третото ниво на футбола в България - В група под ръководството на Георги Чобанов. Подготовката на състезателите е на високо ниво, екипът на „Вихър“ остава традиционно червен, а на стадиона има изключително добри условия за тренировъчна дейност. От 01.01.1986 г. футболният клуб се отделя от ДФС и става самостоятелен клуб ФКВСМ с председател Йордан Данов. След закриването на зоните, състезателите от мъжкия отбор по футбол се състезават в новосъздадената А окръжна група. Към мъжкия отбор са привлечени младежи от Селскостопанския техникум, един от тях е Ганчо Ганчев, който се налага като титуляр. По-късно става и голмайстор с отбелязани 11 гола за сезона.
Помощ за отбора в този период оказват председателят на футболната секция Станчо Куцаров, секретарят на секцията Михаил Русков и другите спортни деятели. Към секцията се създава дисциплинирана комисия и комисия за работа с децата и юношите. Момчетата на Георги Чобанов – Драгия Желев, Пламен Русев, Стойко Градев, Румен Христов-Булдога, Марин Иванов, Драго-войника, Коста Костов, Вълчо Иванов, Фоти, Валентин Иванов-Чалъма, Ганчо Иванов, показват висок професионализъм и носят славата на айтозлии, въпреки че не получават нито стотинка, а играят за чест и слава на града.
През 1986-1987 г. треньорското ръководство на отбора е поверено на младия специалист Николай Матев. Под негово ръководство се стига до научнообоснован тренировъчен процес, който дава видими успехи. През 1986 г. при футболна среща Айтос – Харманли, Айтос губи с 0-1 – голът е дело на Христо Стоичков. Но това е и период, в който финансови средства за издръжката на отбора са недостатъчни. По това време отбора напускат ключови състезатели – Пенчо Иванов, Валентин Иванов, приети в Берое (Стара Загора) и Нефтохимик (Бургас). Тези фактори се отразяват негативно върху представянето на отбора. 
През есента на сезон 1988/1989 „Вихър“ буквално прегазва съперниците си с атакуващ, комбинативен, бърз, красив и същевременно ефективен футбол, налаган от амбициозния си треньор Тотко Дремсизов. Отборът играе и много силно за Купата на България, но отпада от третодивизионния Поморие с общ резултат 6:3. Заради доброто представяне в  първенството „Вихър“  се превръща в истински хит, за него почва да се говори, публиката по трибуните става все повече, а заради доброто си представяне отборът е изпратен на мини футболно турне в Русия. Там айтозлии губят с 0:3 от третодивизионния Белореченск в мач игран на осветление пред десетина хиляди души по трибуните, после постигат престижен резултат  от 1:2 в контролна среща с втородивизионния Кубан (Краснодар). Следващата пролет първенството приключва с "Вихър" начело, жребият е хвърлен и става ясно, че айтозлии ще играят квалификации от два кръга за участие във В Югоизточна група. Целият град се настройва за нещо голямо. Първият мач е срещу първенеца на Сливенската А Окръжна група.  „Вихър“ губи минимално като гост срещу "Динамо" (Сливен), но в реванша попилява своя съперник с 4:0. Жребият изпраща Тотко Дремсизов и играчите му в сблъсък срещу Марица (Симеоновград). В първия мач от втория кръг на квалификациите Вихър Айтос допуска неочаквано тежка загуба с 0:4 като гост. На реванша играчите на Тотко Дремсизов сътворяват истинско чудо. Когато в редовното време резултатът става 4:0, трибуните буквално се взривяват, но в крайна сметка айтозлии допускат 2 гола и с общ резултат 6:4 пропускат да влязат по исторически начин във "В" група. През сезона легендарният нападател на Черноморец (Бургас) Тотко Дремсизов налага учениците Милен Минчев и Димчо Данов - Джъта, като Минчев стига до елитния Спартак (Пловдив), играе и в Черноморец (Бургас), а Джъта преминава през Нефтохимик (Бургас) и „Янтра“ Габрово.

### Най-нова история (1990-сега)
В началото на 90-те следва период на застой, който съвпада и с промяната на политическата конюнктура в страната и с годините, в които парите за спорта секват. На 14.05.1991 г. с решение на Общото събрание на ФК „Вихър Айтос“ е обявена ликвидация на клуба.
На треньорите Георги Чобанов и Николай Матев са връчени договори за прекратяване на треньорската им дейност, считано от май 1991 г. Искайки отборът да се запази, Чобанов продължава да тренира подрастващи и юноши, без заплащане. А от 1991 г. до 2000 г. футболен клуб „Вихър“ няма представителен мъжки отбор.
През 2000 г. кметът Ивелин Йорданов прави крачката за възраждане на мъжкия футболен отбор. Провежда събрание на стадиона, на което Стоян Мангъров е избран за президент на клуба, Йорданов - за председател на УС на клуба, а Станимир Генев – за изпълнителен директор. На това събрание са избрани и Ганчо Иванов – треньор на мъжкия отбор, Валентин Иванов – треньор на юноши младша и старша възраст, Георги Стаматов – треньор на подрастващи и деца. Взима се решение футболният клуб да носи името – ФК „Вихър 2000“ Айтос. 
От 2001 г. отборът с треньор Ганчо Иванов се състезава в А окръжна група, винаги в челните места.
ФК „Вихър“ е шампион на окръжната група през 2002, 2005, 2009 г., но поради липса на средства никога не преминава във В групата. През 2007 г. в отбора играят младите футболисти: Диян Златков, Стефан Ганев, Фаик Фаик, Димитър Станков, Емрах Емрах, Иван Ганчев, Страхил Иванов, Даниел Димитров, Христо Христов, и на първо място – капитанът Костадин Лалев, който е в основата на всички победи на отбора. Съществен принос за първото място в групата имат Йордан Ташев, Димитър Русев, Анести Стойчев, Руси Христозов и Себахатин Шабан. Докато мъжкият футболен отбор става лидер в А окръжна група, отборите на децата и юношите жънат успехи.
През 2012 г. е организиран първият международен футболен турнир за младежи на градския стадион „Крум Делчев“ Айтос.
Създават се няколко детски отбора, включително и подготвителна група с най-малките футболни таланти. През последните години, благодарение на треньорския талант на Милен Минчев, Любомир Няголов и Анести Анестиев, успехи имат не само децата и младежите, но и мъжкият отбор. През годините от 2005 г. до днес, мъжкият представителен отбор играе аматьорски футбол само с местни състезатели. Това са: Георги Костов – вратар, Николай –Кончето, Денис Сеяд, Костадин Лалев – капитан, Николай Дянков, Любомир Няголов, Милен Минчев – играещ треньор, Пламен Маринов, Димитър Лалев, Руси Христозов, Николай Иванов, Емрах Ферад и Али Пехливан. Целта на треньора на представителния отбор Милен Минчев е да търси и открива местни таланти. За нормалното протичане на тренировъчния процес на школата и представителния мъжки отбор, през 2014 г., по проект Община Айтос са изградени две игрища с изкуствена настилка, в спортния комплекс „Крум Делчев“. Ежегодно, ФК „Вихър 2000“ – Айтос получава субсидия от бюджета на Община Айтос. Годишните си разходи клубът покрива и с подкрепата на спомоществователи.
През есента на 2015 г. ФК „Вихър“ повдигна духа на айтозлии и върна феновете на стадиона. В 11 мача отборът постига 11 победи с 41 отбелязани гола. Тези победи на представителния мъжки отбор ФК „Вихър Айтос“, успехите на малките вихърци, донесли злато от Италия и първо място от „Данониада“, както и много други победи на местната школа, доказват, че айтоският футбол има потенциал. Въпреки финансовия дефицит през годините, водени от голямата си любов към играта, местните ентусиасти налагат футбола като най-популярния спорт в града. Показват го и Годишните награди на Община Айтос за „Спортист, треньор и отбор на 2015 г“. В най-престижната спортна класация, 96-годишният „Вихър“ получи шест номинации и шест награди. Не само за успехите си през годината. А за това, че продължава и развива една изключително богата с имена, факти и събития история на футбола в град Айтос.

## Успехи
"А" ОГ Бургас
1-во място (7) - 1967, 1968, 1969, 2002, 2005, 2009, 2019

## Екипи
Първоначално отбора е играл с изцяло черни екипи. Това се променя през 1922 г., когато отбора носи червени екипи за Спартакиадата в гр. Бургас.
Домакинските екипи на отбора са червени. Гостуващите екипи нямат определен цвят, но най-често са червено-бели. Екипите обикновено се произвеждат от местни производители на спортна екипировка като Tomy.

## Стадион
Стадион "Крум Делчев" е стадион в Айтос, България. Отворен е през 1973 г. и от тогава се използва от ФК "Вихър" Айтос.
Идеята за изграждане на стадион се поражда през 50-те години, след растеж на интереса към спорта в града. Не е известно кога е започната конструкцията му, но се знае, че през 1971 г. (поради липса на съоръжение на клуба) започва спешна реновация, поради която е завършен през 1973 г.
През 2017 г. старите пейки са заменени със седалки, които са с капацитет 400 души.
През 2023 г. е завършена реновация на административната сграда. Ремонтирани са офисите и съблекалните и самата сграда е санирана.

## Класиране в последните сезони
| Сезон     | Първенство | Позиция  |
| --------- | ---------- | -------- |
| 2023/2024 | А ОФГ БС   | 9 място  |
| 2022/2023 | А ОФГ БС   | 5 място  |
| 2021/2022 | А ОФГ БС   | 5 място  |
| 2020/2021 | А ОФГ БС   | 5 място  |
| 2019/2020 | А ОФГ БС   | 5 място  |
| 2018/2019 | А ОФГ БС   | 1 място* |
| 2017/2018 | А ОФГ БС   | 4 място  |
| 2016/2017 | А ОФГ БС   | 5 място  |
| 2015/2016 | А ОФГ БС   | 4 място  |
| 2014/2015 | А ОФГ БС   | 3 място  |
| 2012/2013 | А ОФГ БС   | 6 място  |

*Клубът не се състезава в Трета лига през сезон 2019/2020 поради недостиг на финанси.